# Олег Горникевич
Оле́г Горнике́вич (17 листопада 1926, село Сихів, тепер у складі м. Львова — 26 травня 2020, Відень, Австрія) — австрійський і канадський медик українського походження. Дійсний член НТШ, академік Німецької АН «Леопольдіна» та Австрійської АН, почесний доктор НАН України й університету в м. Кальярі (Італія). Син отця Теофіла Горникевича.

## Біографія
Закінчив Віденський університет.
Працював у Оксфордському університеті. Згодом очолив кафедру Інституту Кларка (Торонто). Співпрацює з Саскачеванським університетом.
Першим ґрунтовно дослідив природу хвороби Паркінсона.
Серед відзнак — Золота медаль Канадської Асоціації хвороби Паркінсона.
2000 року комітет з Нобелівських премій у галузі медицини відхилив кандидатуру О. Горникевича на присудження високої премії. Понад 200 провідних неврологів та дослідників мозку зі всього світу підписали лист, що піддав критиці рішення Нобелівського журі.